# Charlotte Bunch
Charlotte Bunch (West Jefferson, 13 ottobre 1944) è una scrittrice e attivista statunitense per i diritti delle donne e per i diritti umani.
È direttrice del Center for Women's Leadership globale e docente presso il Dipartimento di Studi sulle donne e sul genere presso la Rutgers University.

## Biografia
Bunch è nata a West Jefferson, nella Carolina del Nord. In quell'anno la sua famiglia si trasferì ad Artesia, nel New Mexico, dove ha frequentato le scuole pubbliche prima di iscriversi alla Duke University nel 1962.
Ha conseguito la specializzazione in storia alla Duke e si è laureata con lode nel 1966, ed è stata coinvolta in molti gruppi come l'Associazione Cristiana delle Giovani Donne e il Movimento studentesco metodista. In seguito ha affermato di aver partecipato alle attività organizzate dal Movimento studentesco metodista alla Duke University e di essersi poi allontanata dal cristianesimo a causa dell'omofobia all'interno della religione.
È stata estremamente attiva nei movimenti politici per decenni ed è apertamente lesbica.

## Carriera
Poco dopo essersi laureata alla Duke University, Bunch è diventata delegata giovanile alla Conferenza sulla Chiesa e sulla società del Consiglio mondiale delle chiese a Ginevra. Nello stesso anno è diventata presidente dell'Università del Movimento Cristiano di Washington, dove ha fondato le riviste Women's Liberation e Quest: A Feminist Quarterly.
Ispirandosi al nazionalismo nero, Bunch prese parte alla fondazione di The Furies Collective, un gruppo che pubblicò il suo primo giornale, The Furies, nel gennaio 1972. L'obiettivo era quello di dare voce al separatismo lesbico.
Nel 1977 è diventata socio dell'Istituto femminile per la libertà di stampa (WIFP), un'organizzazione editoriale senza fini di lucro che lavora per aumentare la comunicazione tra le donne e connettere il pubblico con forme di media basate sulle donne. Ha partecipato o facilitato numerosi seminari e conferenze internazionali e dal 1979 al 1980 è stata consulente della segreteria della Conferenza mondiale per il decennio delle donne delle Nazioni Unite, ospitata dal WIFP.
Nel 1989 ha fondato il Center for Women's Leadership presso la Rutgers University.
Il Center for Women's Global Leadership (CWGL) ha fatto pressioni sulle Nazioni Unite e sulla comunità internazionale per considerare i diritti delle donne alla stregua dei diritti umani, facendo sì che nel 2010 venisse fondata l'entità di genere ONU Donne.
Il Center for Women's Leadership globale ha lanciato il Fondo opportunità strategiche per i diritti umani delle donne di Charlotte Bunch in riconoscimento del suo contributo al movimento globale per i diritti umani delle donne.
Bunch ha fatto parte dei consigli di amministrazione di numerose organizzazioni ed è attualmente membro del comitato consultivo per la divisione dei diritti delle donne di Human Rights Watch e dei consigli di amministrazione del Fondo globale per le donne e del Consiglio internazionale sulla politica dei diritti umani. È stata consulente di numerosi organi delle Nazioni Unite e recentemente ha fatto parte del Comitato consultivo per il Rapporto del Segretario Generale del 2006 all'Assemblea Generale sulla violenza contro le donne. Ha anche espresso il suo sostegno alla Campagna per l'istituzione di un'Assemblea parlamentare delle Nazioni Unite, un'organizzazione che promuove una riforma democratica nelle Nazioni Unite.

## Premi e riconoscimenti
Nell'ottobre 1996 Bunch è stata inserita nella National Women's Hall of Fame. Nel dicembre 1999 le è stato conferito dal presidente degli Stati Uniti Bill Clinton il premio Eleanor Roosevelt per i diritti umani. Ha ricevuto il premio Women Who Make a Difference dal Consiglio nazionale per la ricerca sulle donne nel 2000, è stata premiata come una delle 21 leader per il XXI secolo da Women's eNews nel 2002 e ha ricevuto il Board of Trustees Awards for Excellence in Research nel 2006 presso la Rutgers University.

## Opere selezionate

### Libri
- A Broom of One's Own, Washington, Washington Women's Liberation, 1970, OCLC 2292078.
- Lesbianism and the Women's Movement, Baltimore, Md., Diana Press, 1975, ISBN 978-0-884-47006-9, OCLC 1365238.
- Building Feminist Theory: Essays from QUEST, a Feminist Quarterly, New York, N.Y., Longman, 1981, ISBN 978-0-582-28210-0, OCLC 256686819.
- Feminism in the 80's: Facing Down the Right, Denver, Colo., Inkling Press, 1981, OCLC 9868505.
- Passionate Politics: Essays, 1968–1986: Feminist Theory in Action, New York, St. Martin's Press, 1987, ISBN 978-0-312-00667-9, OCLC 15196697.
- Transforming the Faiths of our Fathers: Women who Changed American Religion, New York, Palgrave Macmillan, 2004, ISBN 978-1403964601.
- International Feminism: Networking Against Female Sexual Slavery. Report on Global Feminist Workshop Against Traffic in Women, edited with Barry and Castley. NY: International Women's Tribune Centre, 1984. (Also published in French by Nouvelles Questions Feministes, Paris, 1985; and in Spanish by CIPAF, Santo Domingo, 1985.)

### Articoli
- “Feminism, Peace, Human Rights, and Human Security,” Canadian Women's Studies/Les Cahiers de la Femme, York University, Canada, special issue on “Women and Peace-Building,” Vol, 22, No. 2, 2003.
- “Women’s Human Rights and Security in the Age of Terror,” Nothing Sacred: Women Respond to Religious Fundamentalism and Terror, Betsy Reed (ed.), New York: Nation Books, 2002. (Shorter version published as “Whose Security,” The Nation, Vol. 275, Number 9, September 23, 2002.)
- “Human Rights at the Intersection of Race and Gender,” Women at the Intersection: Indivisible Rights, Identities, and Oppressions, Rita Raj with Charlotte Bunch and elmira Nazombe (eds.), NJ: Center for Women's Global Leadership, 2002.
- “Women’s Leadership: Why Should You Care?” Power for What: National Dialogue on Educating Women for Leadership, NJ: Institute for Women's Leadership, No. 2, May, 2002.
- “Human Rights as the Foundation for a Compassionate Society,” Toward a Compassionate Society, Mahnaz Afkhami (ed.), Washington, DC: Women's Learning Partnership, 2002.
- “International Networking for Women’s Human Rights,” Global Citizen Action, Michael Edwards and John Gaventa (eds.), CO: Westview, 2001.
- “Women’s Rights are Human Rights Post 9/11,” English/ Spanish in Lola Press: International Feminist Magazine, No. 16 November 2001; (Also published in German in Leben Heist Frei Sein Dokumentation Internationaler Kongress, Berlin: Terre Des Femmes and Friedrich Ebert Stiftung, October, 2001).